# فرانسه در المپیک تابستانی ۱۹۲۸
فرانسه در بازی‌های المپیک تابستانی ۱۹۲۸ که در شهر آمستردام هلند برگزار شد، کاروان فرانسه با ۲۵۵ ورزشکار در این رقابت‌ها شرکت کرد و موفق به کسب ۲۱ مدال (۶ طلا، ۱۰ نقره، ۵ برنز) شد. در جدول رتبه‌بندی توزیع مدال‌ها، فرانسه در ردهٔ ۷ مسابقات قرار گرفت.